# PCL-161
PCL-161 — это 122-мм колёсная САУ, используемая сухопутными войсками Народно-освободительной армии Китая.

## Разработка
PCL-161 был впервые представлен во время учений в Тибетском автономном районе в октябре 2020 года. Предполагается, что данная САУ является преемником 122-мм САУ PCL-09, устанавливаемая на грузовике.

## Конструкция
PCL-161 использует 122-мм гаубицу с механизмом заряжанием и цифровой системой управления огнём. Дальность стрельбы составляет 22 км с обычными снарядами и 30 км с активно-реактивными снарядами. Имеет ряд усовершенствований по сравнению с PCL-09, включая повышенную точность стрельбы и возможность вести огонь непосредственно по направлению движения машины. PCL-161 оснащён полуавтоматическим механизмом заряжания, идентичный тому, что установлен на PCL-181, где заряжающий помещает снаряд на рычаг заряжания, который загружает снаряд в казённик. Система управления огнём также идентична системе PCL-181, она обеспечивает автоматический расчёт и наведение орудия с помощью компьютера, установленного в машине.
Шасси грузовика создано на базе серии тактических грузовиков FAW MV3, в частности варианта с колёсной формулой 4×4 CTM-133. Во время боя два передних вертикальных стабилизатора и два задних стабилизатора выдвигаются и вкапываются в землю для гашения отдачи. PCL-161 оснащён гидропневматической подвеской, что обеспечивает улучшенные возможности возвышения и склонения орудия.

## На вооружении
- Китай: Сухопутные войска НОАК – 60 единиц по состоянию на 2022 год.[10]